# La Nuit de San Lorenzo
Pour plus de détails, voir Fiche technique et Distribution.
La Nuit de San Lorenzo (titre original : La notte di San Lorenzo) est un film italien réalisé par Paolo et Vittorio Taviani, sorti en 1982.

## Synopsis
Une nuit du 10 août, à San Martino (commune fictive de Toscane dont le nom rappelle vaguement San Miniato). Une femme se remémore une autre nuit de la Saint Laurent, durant les derniers jours de la Seconde Guerre mondiale : les Allemands battent en retraite et veulent détruire un village afin de freiner l'avance des Alliés et des partisans. Un groupe d'habitants, conduits par Galvano, refusent d'obéir aux injonctions de l'armée allemande et ne se regroupent pas dans la cathédrale. Parmi les décombres de la guerre, ils vont à la rencontre des Américains. Ceux qui sont restés au village sont horriblement massacrés dans l'église par les Nazis ... les autres livreront le combat, aux côtés de la Résistance, contre les Fascistes. Les Américains finiront par libérer le village, mais les dégâts humains et matériels seront terribles. En parallèle, un vieil homme retrouve la femme qu'il aimait jadis.

## Fiche technique
- Titre : La Nuit de San Lorenzo
- Titre original : La notte di San Lorenzo
- Réalisation : Paolo Taviani et Vittorio Taviani
- Scénario : Paolo Taviani, Vittorio Taviani, Giuliani G. De Negri et Tonino Guerra
- Photographie : Franco Di Giacomo
- Montage : Roberto Perpignani
- Décors : Gianni Sbarra
- Costumes : Lina Nerli Taviani
- Musique : Nicola Piovani
- Producteur : Giuliani G. De Negri
- Société de production :  RAI Radiotelevisione Italiana, Ager Cinematografica, SACIS (production exécutive)
- Société de distribution :  Consorzio Italiano Distributori Indipendenti Film (CIDIF), SACIS, José Esteban Alenda Distribución (Espagne), MK2 Diffusion (France), Premier Releasing (Royaume-Uni), United Artists Classics (États-Unis)
- Pays de production :  Italie
- Format : Couleurs (Eastmancolor) — 35 mm — 1,66:1 — Son : Mono
- Genre : Film dramatique, Film de guerre
- Durée : 105 minutes
- Date de sortie :
  - France : 20 octobre 1982
- Affiche : Michel Landi (France)

## Distribution
- Omero Antonutti : Galvano
- Margarita Lozano : Concetta
- Claudio Bigagli : Corrado
- Miriam Guidelli : Belindia
- Massimo Bonetti : Nicola
- Enrica Maria Modugno : Mara
- Sabina Vannucchi : Rosanna
- Giorgio Naddi : Bishop
- Micol Guidelli : Cecilia
- Renata Zamengo
- Paolo Hendel
- Graziella Galvani

## Récompenses et distinctions
- Grand prix au Festival de Cannes 1982.
- Academy Awards de la National Society of Film Critics 1983
- David di Donatello 1983 : meilleur film et meilleur réalisateur
- Ruban d'argent du réalisateur du meilleur film 1983
- Globe d'or du meilleur film 1983

## Autour du film
- La trame du film suit, à quelques modifications près, celle du premier film réalisé par Paolo et Vittorio Taviani, le court documentaire San Miniato luglio '44 (1954). Celui-ci était une reconstitution du massacre perpétré par les nazis dans la cathédrale de leur propre commune natale, San Miniato, en juillet 1944. Cet événement, le plus traumatisant dans l'histoire personnelle des frères Taviani, fit, inévitablement, l'objet de leur première réalisation. Paolo Taviani confie : « L'émotion de ces années fut si violente qu'à peine avons-nous pu tourner quelque chose, nous avons immédiatement pensé à cet épisode. »[1]
- Toutefois, Paolo Taviani ajoute, à propos de leurs premiers essais, et particulièrement de San Miniato luglio '44, « ce ne sont pas des documentaires mais des désirs de films, des envies réprimées, des approches de films à faire. » D'où, un jour ou l'autre, l'accouchement d'une œuvre semblable à La Nuit de San Lorenzo.
- Mais, le film n'aurait pu voir le jour, si l'évocation réaliste de San Miniato luglio '44 ne s'était pas transformée en épopée lyrique. Vittorio Taviani nous éclaire ainsi : « Dans le film, nous n'avons pas raconté les choses telles qu'elles se sont déroulées mais au contraire telles qu'elles se sont métamorphosées dans la conscience des survivants, dans l'imaginaire collectif. (...) Nous n'avons jamais cherché à faire un cinéma qui soit trop lié à l'histoire ou à la chronique. (...) lorsque nous nous sommes rendu compte (...) que ces événements d'août 1944 s'étaient transformés en cette espèce de tradition orale, de mythe, de référence à un événement fondamental de la collectivité qu'on peut aujourd'hui se rappeler et raconter aux autres parce qu'il sert à notre conscience d'aujourd'hui, alors nous avons pensé que le film devait être cela »[2].
- Ainsi, le critique Gérard Legrand peut écrire : « Par-delà la Toscane splendidement photographiée, tour à tour âpre et accueillante, c'est l'Italie tout entière qui est appelée à témoigner pour elle-même, la volonté de recul archaïsante et la rigueur un peu hiératique, naturelles aux Taviani, sont, comme jamais auparavant, béantes sur l'avenir »[3].